# Дикое сердце (телесериал, 1993)
Дикое сердце (исп. Corazón salvaje) — мексиканская мелодрама с элементами драмы 1993 года производства телекомпании Televisa. Выпускалась в двух вариантах — международная версия (80 серий хронометражем 41-44 минут) и оригинальная версия для показа в Мексике (160 серий хронометражем 21-22 минут). Получил статус культового телесериала, ибо продан в 18 стран мира, из которых в Колумбии его повторяли 5 раз. Был выдвинут 7 раз на различные премии (всего 23 раза, из которых победу одержали 20 номинаций), во всех премиях (кроме TVyNovelas, где были 3 проигрышные номинации) телесериал одержал победу за победами. Также телесериал был отмечен в Италии, Нью-Йорке и США.

## Сюжет
Сюжет разворачивается в конце XIX века в Пуэрто-Вальярта.
Хуан «Чёрт» и Андрес Алькасар-у-Валле — сыновья одного отца, Франсиско Алькасар-у-Валле, богатого плантационного джентльмена. Хуан, старший сын, был зачат от внебрачной связи с супругой бедного рыбака. Второй сын, Андрес, родился в браке с Софией Молине, сложной по характеру, злой и лживой. Хуан получил прозвище «Чёрт» из-за его дикого и вспыльчивого характера.
Франсиско узнает о существовании Хуана и выражает в письме свое желание признать его своим сыном и дать ему достойный дом мальчику, но София решительно выступает против него и презирает его. Франсиско уходит, чтобы доставить письмо Ноэлю Мансере, адвокату и его верному другу, но по дороге он падает со своей лошади и умирает.
Несколько лет спустя вдова Графиня Донья Каталина Монтеро де Альтамира и ее две дочери, графини Моника и Эйме, возвращаются в Веракрус, чтобы выполнить договор, о том, чтобы она и ее двоюродная сестра донья София породнились: брак должен быть заключен между Моникой и ее двоюродным братом Андресом. Моника — милая и чувствительная молодая женщина, в отличие от своей сестры Эйме, которая очень несерьёзна. Моника влюблена в Андреса, но тот влюбляется в Эйме и предпочитает ее как жену, несмотря на соглашение между его матерью и доньей Каталиной. Моника, униженная и оскорблённая, решила уйти в монастырь. Эйме является любовницей Хуана, который стал пиратом и бандитом, он живет у моря и владеет лодкой «Эль Сатан». Его бесстрашный и дикий характер не изменился, и как только он видит чувственную Эйме, подглядывающую за ним, он начинает с ней страстный роман. Когда Хуан хочет уехать в очередной рейд с контрабандой, чтобы разбогатеть и сделать предложение не нищим бандитом, а состоятельным человеком, он заставляет Эйме пообещать, что она будет ждать его, и по возвращении они поженятся. Но Эйме, зная о преимуществах роли жены Андреса, забывает о своем обещании и выходит замуж за Андреса, не пожалев при этом чувства сестры.
Когда Хуан возвращается из своего путешествия миллионером, он узнает об измене Эйме и, будучи в ярости от того, что его обманывают, решает отправиться на ферму своего брата, чтобы увезти с собой Эйме силой.
Моника знает, что Хуан и Эйме были любовниками, и, чтобы не допустить скандала, всеми силами пытается убедить его уехать и оставить Эйме в покое. Андрес, не забывая обещания, которое он дал своему отцу не бросать Хуана и подружиться с ним, предлагает ему должность управляющего поместьем. Хуан соглашается. Эйме, замечая симпатию между Хуаном и Моникой, начинает ревновать и пытается сделать так, чтобы Монику выдали замуж за друга Андреса, Альберто. Но Моника не хочет этого, она боится, что Андрес узнает правду про Хуана и Эйме и будет страдать, поэтому ей приходит в голову мысль стать женой Хуана, чтобы удержать его подальше от Эйме. Полагая, что Моника влюблена в Хуана, Андресу ничего не остается, как выдать её за Хуана и отвести к алтарю как старшему мужчине в семье.
Симпатия между Моникой и Хуаном, возникшая в поместье, начинает перерастать во что-то больше. Но у Хуана слишком много врагов, да и Эйме не может смириться с тем, что он променял её на Монику..

## В ролях
- Эдит Гонсалес — Графиня Моника де Альтамира Монтеро де Алькасар и Валле
- Эдуардо Паломо — Хуан «Чёрт» Алькасар и Валле / Франсиско Алькасар-у-Валле
- Ана Кольчеро — Графиня Айме Де Альтамира Монтеро де Алькасар и Валле
- Ариэль Лопес Падилья — Карлос Андрес Франсиско Алькасар и Валле Молина
- Энрике Лисальде — Ноэль Мансера
- Клаудия Ислас — София Молина, вдова Алькасар и Валле
- Лус Мария Агилар — Графиня Каталина Монтеро, вдова де Альтамира
- Арсенио Кампос — Альберто де ла Серна
- Эрнесто Яньес — Баутиста Росалес
- Иоланда Вентура — Асусена
- Хавьер Руан — Гуадалупе Кахига
- Сесар Эвора — Марсело Ромеро Варгас
- Исаура Эспиноза — Аманда Монтеррубио, вдова Ромеро Варгас
- Вероника Мерчант — Мариана Ромеро Варгас / Мариана Мансера
- Оливия Кайро — Хуанита
- Эмилио Кортес — Серафин Камперо
- Ана Лаура Эспиноса — Лупе
- Херардо Хеммер — Хоакин Мартинес
- Хайме Лосано — Сегундо Кинтана
- Адальберто Парра — капитан Эспиндола
- Алехандро Рабаго — Педро
- Гонсало Санчес — Факундо Гомес «Эль-Туэрто»
- Моника Санчес — Роса
- Индре Сино — Мече
- Антония Маркин — Долорес Пеньялоса де Альтамира
- Хулио Монтерде — Фрай Доминго
- Кэта Лават — Матушка-настоятельница
- Артуро Паулет — адвокат Мондрагон
- Хоана Брито — Ана
- Марибель Пальмер — Тереса
- Кераско Карраско — Донья Пруденсия Санта Мария
- Мария Долорес Олива — Техуа
- Хуан Антонио Льянес — судья Эсперон
- Кончита Маркес — духовная сестра Хулиана
- Джеральдина Базан — Моника (ребёнок)
- Хулиан де Тавира — Хуан (ребёнок)
- Кристиан Руис — Андрес (ребёнок)

## Административная группа
- оригинальный текст: Каридад Браво Адамс
- либретто: Мария Сараттини Дан
- музыкальная тема заставки: Corazón salvaje
- автор музыки к заставке и композитор: Хорхе Авенданьо
- вокал: Мануэль Михарес
- художник-постановщик: Мирса Пас
- художники по декорациям: Росальба Сантойо, Херардо Эрнандес
- художники по костюмам: Сильвия Теран, Фернандо Бермудес
- начальник производства: Даниэль Эстрада
- координатор производства: Виктор Мануэль Кебальос
- менеджер по производству: Роберто Эрнандес Васкес
- консультант: Хосе Руис де Эспарса (историк)
- редактор: Фернандо Вальдес
- оператор-постановщик: Хорхе Мигель Вальдес
- режиссер-постановщик: Альберто Кортес
- продюсер и генеральный менеджер: Хосе Рендон

## Награды и премии

### ACE
| 'Номинация'                 | 'Персона'       | 'Итоги премии |
| --------------------------- | --------------- | ------------- |
| Лучший актёр                | Эдуардо Паломо  | Победа        |
| Лучшее женское откровение   | Клаудия Ислас   | Победа        |
| Лучшее мужское откровение   | Арсенио Кампос  | Победа        |
| Лучший режиссёр-постановщик | Альберто Кортес | Победа        |

### El Heraldo
| 'Номинация'        | 'Персона'      | 'Итоги премии |
| ------------------ | -------------- | ------------- |
| Лучшая теленовелла | Хосе Рендон    | Победа        |
| Лучший актёр       | Эдуардо Паломо | Победа        |

### Eres
| 'Номинация'                        | 'Персона'      | 'Итоги премии |
| ---------------------------------- | -------------- | ------------- |
| Лучшая теленовелла                 | Хосе Рендон    | Победа        |
| Лучшая актриса главной роли        | Эдит Гонсалес  | Победа        |
| Лучший актёр главной роли          | Эдуардо Паломо | Победа        |
| Лучшая актриса второстепенной роли | Ана Кольчеро   | Победа        |

### Telegatto
| Победа |

### TP de Oro
- Лучшая теленовелла[2]

### TVyNovelas
| 'Номинация'                      | 'Персона'            | 'Итоги премии |
| -------------------------------- | -------------------- | ------------- |
| Лучшая теленовелла               | Хосе Рендон          | Победа        |
| Лучшая актриса                   | Эдит Гонсалес        | Победа        |
| Лучший актёр                     | Эдуардо Паломо       | Победа        |
| Лучшая выдающиеся актриса        | Клаудия Ислас        | Победа        |
| Лучший выдающиеся актёр          | Энрике Лисальде      | Номинация     |
| Лучшее женское откровение        | Ана Кольчеро         | Победа        |
| Лучшее женское откровение        | Иоланда Вентура      | Номинация     |
| Лучшее мужское откровение        | Ариэль Лопес Падилья | Победа        |
| Лучшее мужское откровение        | Сесар Эвора          | Номинация     |
| Лучшая музыкальная тема заставки | Мануэль Михарес      | Победа        |